# Stadsmuseum Bergh

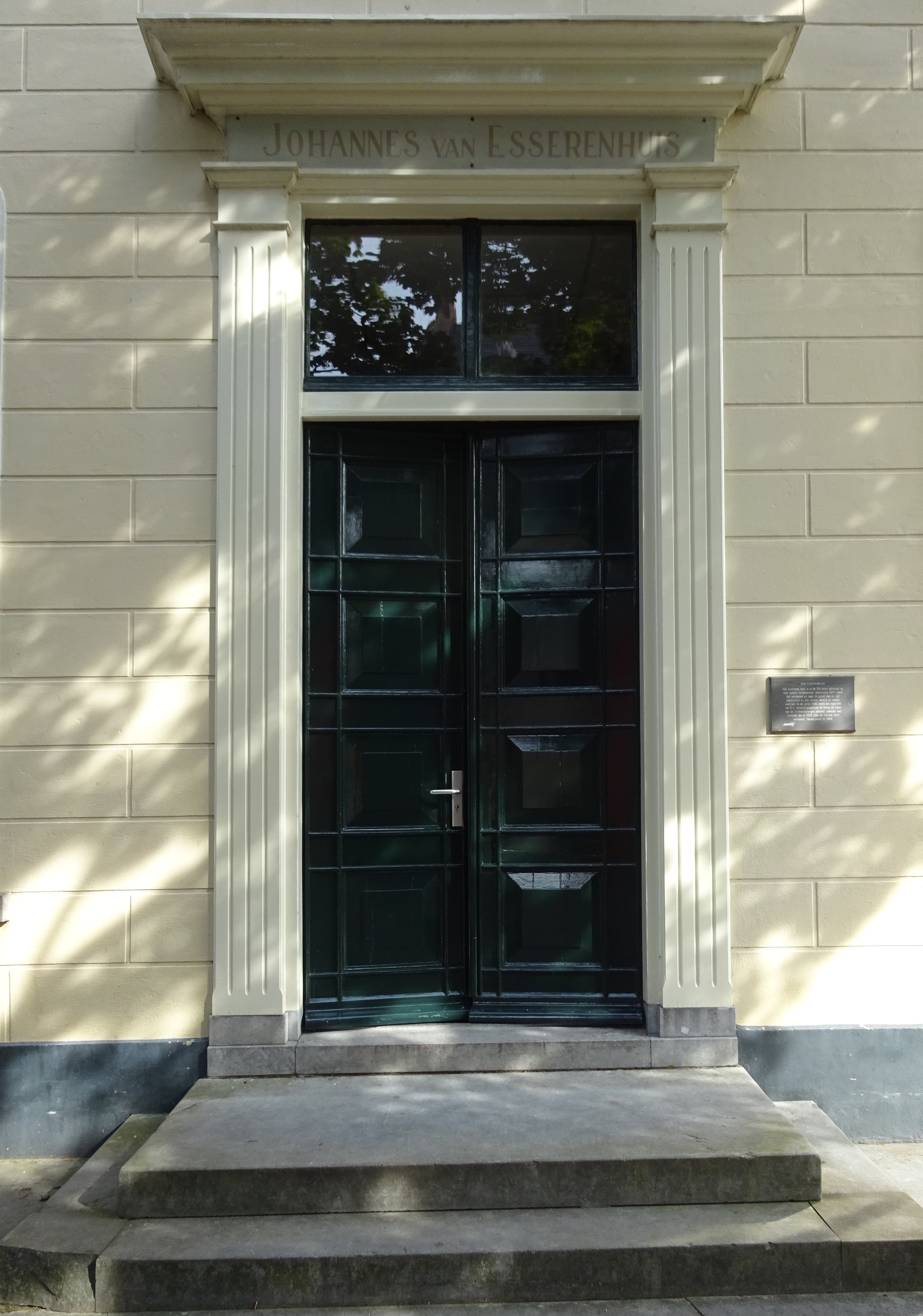

Stadsmuseum Bergh is een museum in 's-Heerenberg. Het museum werd geopend op 7 juli 2017 en is gevestigd in het Joannes van Esserenhuis aan de Marktstraat 3. Het wordt beheerd door vrijwilligers (Stichting Cultuurhistorisch Erfgoed 's-Heerenberg en Bergh). In het stadsmuseum wordt de geschiedenis van Bergh en omgeving (Montferland) uit de doeken gedaan aan de hand van verhalen, foto’s en film. Zo komen de middeleeuwen, de heksenvervolging, ijzerwinning en de Tachtigjarige Oorlog aan bod, via verhalen van vijf vrouwen (Isa, Adela, Mechteld ten Ham, Lyse Poer, Maria van Nassau). Er is ook een maquette van de stad te zien gebouwd door Constant Willems.